# Amélia Cury
Amélia Cury (São José do Rio Preto, 1 de março de 1928 – São Paulo, 1 de julho de 2022) era uma multiesportista e ex-tenista profissional brasileira. Começou a carreira internacional no tênis tardiamente, foi campeã mundial de seniors em 1981 e vice-campeã mundial de tenistas da terceira idade em Istambul nos anos 2000.
Na juventude participou da Seleção Paulista de Saltos Ornamentais, chegando a se tornar campeã estadual em trampolim de três metros, mas devido a um acidente em 1947 acabou mudando de esporte e foi quando o tênis entrou em sua vida. Começou a jogar tênis aos 20 anos e logo se tornou a jogadora número um do Brasil. Em 1961, foi vice-campeã brasileira de simples e ganhou o Aberto de Curitiba, e em 1966 venceu o título nacional de duplas mistas com Arnaldo Moreira. Além de ter conquistado mais de 500 torneios mundiais, foi também treinadora de tênis, taxista e costureira.